# Americanos do Funchal
Os Americanos do Funchal, oficialmente denominados como Caminhos de Ferro Americanos da Cidade do Funchal, foram um sistema de transporte colectivo de tracção animal sobre carris, que operou na cidade do Funchal, na Ilha da Madeira, em Portugal, entre 1893 e 1916.

## Caracterização e operação
O principal propósito deste sistema era de providenciar transporte para os turistas que se deslocassem entre o porto e a estação do Pombal do Caminho de Ferro do Monte, além de complementar o sistema de transportes públicos da cidade.

### Material circulante
A empresa possuía três carros a tracção animal (normalmente três cavalos ou mulas) de dois eixos, de invenção americana (daí a sua designação popular de "americanos"). Cada carro apresentava quatro bancos transversais, cortinas de correr, duas plataformas, estribos exteriores laterais, e, nos rebordos superiores laterais, placas com os textos Tram to the Mount Railway Station Fare 3d e Tram Fare to Town 3d.
Os animais eram atrelados em grupo de três, sendo por vezes o do meio de cor branca. No final de cada percurso, eram desatrelados do carro e atrelados de novo no lado contrário deste.

### Vias e rede
A via utilizava o sistema decauville, apresentando uma bitola de dois pés (60 cm), de forma a melhor se adequar às ruas da cidade, bastante estreitas.
A rede de carris iniciava-se junto ao Porto, na antiga Praça da Constituição (actualmente, este espaço insere-se na Avenida Arriaga, entre o Palácio de São Lourenço e a Sé do Funchal), passava em frente da Sé, atravessava a actual rua do Aljube e o Largo de S. Sebastião ou do Chafariz, seguia a Rua do Bettencourt até à Ribeira de Santa Luzia, onde virava para Norte, seguindo a Rua do Príncipe (hoje Rua 5 de Outubro), passava a Ribeira na Ponte do Bom Jesus, seguia pelas Ruas da Princesa (hoje Rua 31 de Janeiro) e das Dificuldades, e terminava junto à Rua do Pombal, aonde se situava a Estação do Pombal, terminal ferroviário do Caminho de Ferro do Monte. A rede possuía, aproximadamente, 2 km de extensão. Junto à central da empresa, na Rua do Príncipe, existia um cruzamento, que foi, mais tarde, mudado para a Rua do Aljube, ao lado da Sé.

## História

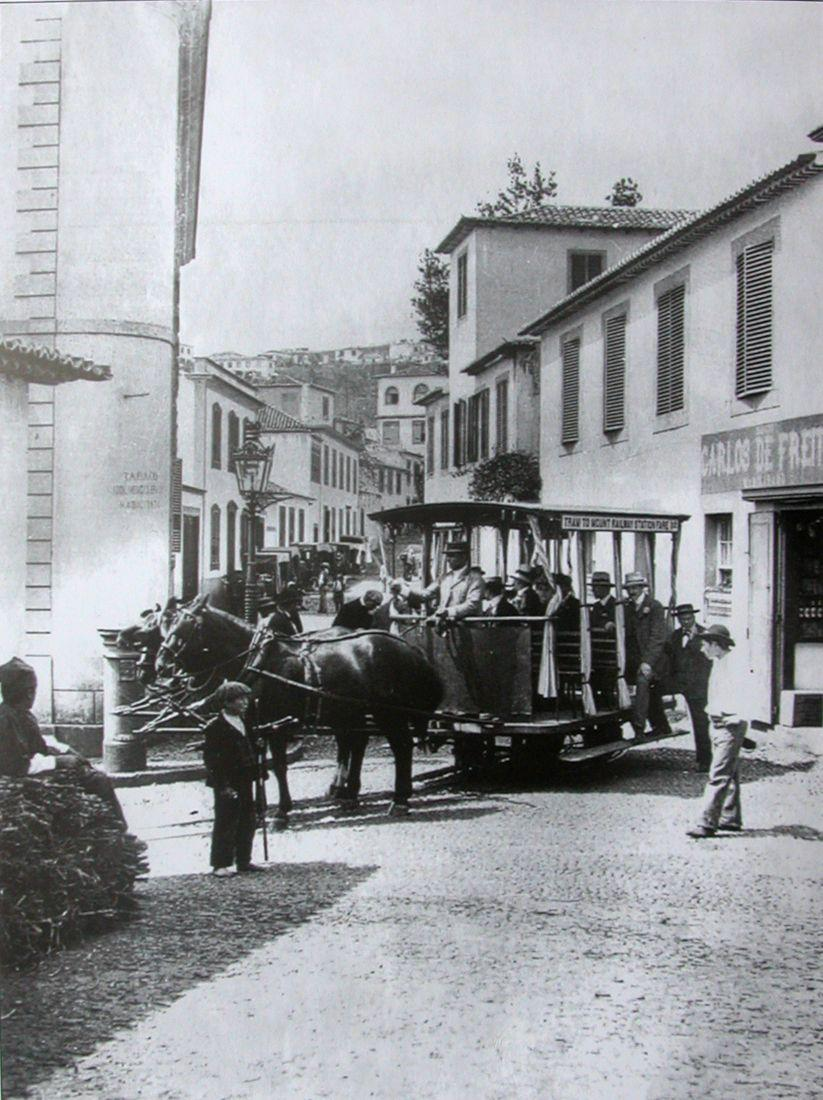
Carro Americano, descendo a Rua das Dificuldades

### Planeamento e inauguração
Em 21 de Dezembro de 1893, uma sessão da Câmara Municipal do Funchal autorizou José Ribeiro de Almeida e João Aluísio Veríssimo a construírem e explorarem uma linha americana de tracção animal entre o cais da cidade e a estação do Pombal. Após receberem a concessão, os concessionários quiseram formar uma empresa, de forma a obter os capitais necessários a este empreendimento. Pouco tempo depois, começaram a aparecer interesses e capitais, e, em 18 de Julho de 1895, circulou a notícia que tinha sido lavrada a escritura de constituição dessa empresa, com o nome de Empresa Carris de Ferro do Funchal, e com José Joaquim de Freitas, Júlio César da Nóbrega Pereira e João Luís Henriques como directores; este último foi, igualmente, um dos sócios fundadores da companhia do Caminho de Ferro do Monte.
Nos finais de 1895, toma-se conhecimento da encomenda do material fixo e circulante para a linha, à sociedade francesa Décauville; o material chegou à cidade do Funchal a 24 de Abril de 1896, a bordo do vapor inglês Telde. Nesse mesmo mês, iniciaram-se as obras de assentamento de via, sob a direcção do capitão Sousa, um dos sócios da empresa, sendo terminadas em 27 de Maio Nestes dois meses, elaboraram-se várias experiências com os animais e os carros, que foram bem sucedidas.
Em 3 de Junho de 1896, iniciaram-se as operações do sistema de carros americanos.
Uma lei de 16 de Setembro de 1897 permitiu a isenção de impostos sobre todos os materiais importados pela empresa Carris de Ferro do Funchal.

### Declínio e suspensão das operações
Nos finais do ano de 1898, a companhia começou a dar sinais de problemas financeiros, tendo pedido um subsídio de 300$000 Réis anuais à Câmara Municipal do Funchal, que lhe foi concedido a 27 de Outubro desse ano. No entanto, nem com este apoio a companhia conseguiu construir novas linhas, como tinha anunciado anteriormente, e face às despesas teve de encerrar a Linha do Pombal.
A dissolução da sociedade foi efectuada numa reunião dos sócios da empresa, em 25 de Março de 1900, face aos avultados prejuízos. Assim, todo o património da empresa, incluindo o material circulante, os animais, a concessão e as vias, foram postos em hasta pública. No entanto, só em Agosto do ano seguinte é que o património foi adquirido, por Manuel Bettencourt Sardinha, pelo valor de 2936$000 Réis.

### Reabertura à exploração

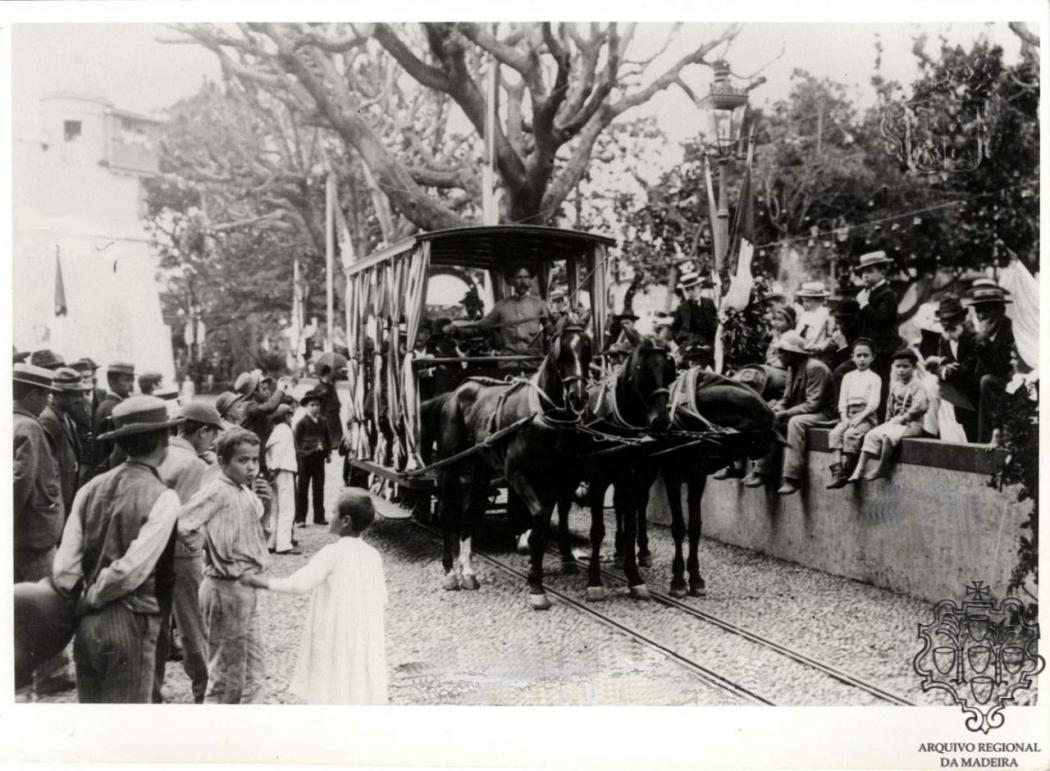
Carro Americano, no Largo da Constituição, cerca de 1910

Numa sessão camarária de 20 de Março de 1902, foi anunciado que o património da antiga empresa dos Carris de Ferro do Funchal tinham sido adquirido pela Direcção do Caminho de Ferro do Monte, com o objectivo de restabelecer o serviço entre a entrada da cidade e a estação do Pombal.
Em 2 de Agosto do mesmo ano, a Direcção-Geral de Administração Política e Civil aprovou uma deliberação da Câmara Municipal do Funchal, para a construção e operação de um sistema de caminhos de ferro americanos nesta cidade. Em Outubro, a Direcção-Geral promulgou as bases do concurso para a construção e operação de um sistema de americanos no Funchal, estabelecendo várias condições, destacando-se, por exemplo, a circunstância da linha poder ser construída em via única, podendo ser construídas vias de desvio, com uma extensão máxima de 40 m e com 2 m de distância entre elas, não devendo os carris ultrapassar os 16,5 kg de peso por metro, e com travessas de madeira creosotada ou de metal, e as vias teriam de ser instaladas ao nível da rua, sem criar depressões ou saliências. A empresa podia escolher entre a locomoção animal, eléctrica ou a ar comprimido, para o material circulante, e deveriam ser utilizados dois tipos de carruagens, um totalmente fechado com vidros, e outro aberto de lado, coberto com cortinas, devendo ambos os tipos ser cómodos para os passageiros. A concessão teria uma duração de noventa e nove anos, podendo ser resgatada pela Câmara Municipal após trinta anos, podendo a companhia utilizar as infra-estruturas da antiga empresa dos Carris de Ferro do Funchal. Além destas condições, a Câmara também estabeleceu que a companhia devia construir mais três linhas, vistas como prioritárias; estas linhas ligariam a entrada da cidade à Estação do Pombal, ao Hotel Reid (no Ribeiro Seco), e ao Largo do Socorro.
Em Novembro de 1911, é publicado um anúncio da companhia do Caminho de Ferro do Monte, informando que, desde o dia 1 desse mês, ainda era proprietária das infra-estruturas e do material circulante, mas a exploração do serviço de americanos pertencia a José Sousa. A exploração, foi, assim, reaberta nos moldes tradicionais, ou seja, os serviços confinaram-se ao transporte de passageiros entre a Estação do Pombal e o porto, sem chegarem a ser abertas novas linhas.

### Encerramento definitivo
Aquando da reabertura do serviço, o transporte automóvel já era utilizado regularmente para as deslocações ao Monte, relegando o elevador para os habitantes locais; isto provocou uma redução na procura dos americanos, que eram utilizados exclusivamente pelos turistas.
Assim, este serviço foi tendo cada vez menos movimento, tendo sido suspenso em 29 de Janeiro de 1916, devido à necessidade de reparos na via, na Rua 31 de Janeiro. Em Julho desse ano, um pedido de António Faustino de Abreu para levantar os carris do sistema de americanos, entre as ruas 31 de Janeiro e do Pombal, foi autorizado numa reunião da autarquia, e, em Agosto, encontravam-se a ser removidos os carris entre a Praça da República e a Estação do Pombal.